# Сухар (муніципалітет)
Сухар (ісп. Zújar) — муніципалітет в Іспанії, у складі автономної спільноти Андалусія, у провінції Гранада. Населення — 3020 осіб (2010).
Муніципалітет розташований на відстані близько 330 км на південь від Мадрида, 80 км на північний схід від Гранади.
На території муніципалітету розташовані такі населені пункти: (дані про населення за 2010 рік)
- Каррамайса: 68 осіб
- Сухар: 2952 особи

## Демографія
Динаміка населення (INE ):

## Галерея зображень

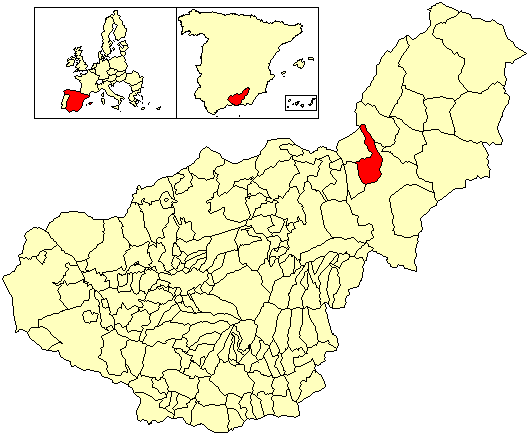
Розташування муніципалітету у провінції Гранада